# 拉日色布寺
拉日色布寺（Lha Ri Zin Phug Dgon），位于西藏自治区日喀则地区江孜县车仁乡加堆村，是一座藏传佛教宁玛派居士寺院，也是21世纪初江孜县唯一的居士寺院。

## 历史
拉日色布寺位于西藏自治区日喀则地区江孜县车仁乡加堆村境内，距离加堆村中心大约1公里，地处村旁的高处。该寺背靠一座山丘，寺前有一条小河，寺院四周是天然的柳树林。
拉日色布寺属于车仁乡的四个村落，即车仁乡8个村中的第5至第8村。21世纪初，据车仁乡乡长巴桑结（Pa Sangs Skyabs）称，车仁乡共有8个村，425户，2517人，全乡有2座寺院，除拉日色布寺之外，还有一座林布寺（Gling Pu Dgon）。林布寺服务车仁乡的第1至第4村的信众。
根据拉日色布寺次仁居士在21世纪初的介绍，拉日色布寺的前身为一处修行洞，至今该洞仍是信众膜拜的圣迹，已简单修复，可用作闭关修行处，并成为如今拉日色布寺的组成部分。后来，在该修行洞附近创建了一座供上师居住的寝室，称为“上师殿”（Bla Ma Lha Khang）。此后，在上师殿前兴建了一座经堂，以该经堂为基点，拉日色布寺逐渐形成。根据拉日色布寺经堂门上的匾额，该寺被称作“拉色卓珍林”（Lha Zin Vgro Vdren Gling）。经堂墙上简单记载了该寺的发展历史。据说，藏文史籍《娘氏宗教源流》中有少量关于拉日色布寺的记载。
根据次仁居士的介绍，1959年之前，拉日色布寺有僧人23名，均为正式出家受戒的僧人。1960年代，在文化大革命期间，该寺僧人开始破戒结婚，成为在家居士，边务农边在家学习佛经，为信众念经或者举办法事，自此拉日色布寺的居士开始形成。拉日色布寺1959年前的23名僧人中，许多有着居士传承或者居士世家等家庭背景，而且僧人过居士生活是宁玛派僧尼宗教生活的传统模式，所以该寺僧人还俗成为居士比较容易，在信众中也不会产生多大不利影响。
1986年，拉日色布寺开始恢复，当时江孜县政府有关部门拨款5千元人民币资助重建该寺，其余资金主要由9位居士筹措，同时该寺下属的四个村落的民众也积极帮助重建，寺院很快获得简单修复，并且恢复开展宗教活动。恢复之后的拉日色布寺完全按照居士寺院的宗教程序开展宗教活动，平时寺内不住居士，也不举办宗教仪式，通常由一位居士值班，负责保证寺内的酥油长明佛灯不熄灭，间隔的鼓声、法音等等等宗教仪轨不停止，值班居士每隔一个月轮换一次。按照传统宗教习惯，每月有固定的众居士聚集寺内举行宗教仪轨，比如藏历1月10日举行“北藏观音修持”（byang Gter Thugs Sgrub）或者“六字真言修持”（Ma Ni Sgrub Pa.）或者“众生解脱”（Vgro Ba Kun Grol）等等仪轨，藏历2月10日、3月10日举行“北藏观音修持”仪轨，藏历4月举行“静怒神闭斋”（Zhi Khrovi Myong Gnas）或“八大人修持”（Sgrub Pa Bkav Brgyad）等仪轨，藏历5月举行“北藏观音修持”仪轨，藏历6月4日举行“宝轮庆典” （Chos Vkhor Dus Chen）仪轨，藏历7月10日、8月10日、9月10日举行“北藏观音修持”仪轨，藏历11月13日至19日举行“金刚橛修持” （Phur Pavi Sgrub Pa）仪轨，藏历12月10日举行“北藏观音修持”仪轨。因为1960年代文化大革命期间烧毁了“静怒神闭斋”和“八大修持”两大宗教仪轨的法本，所以该寺的这两大仪轨的传承中断，如今拉日色布寺在藏历4月也举行“北藏观音修持”仪轨，以代替上述两大仪轨。
21世纪初，拉日色布寺是江孜县唯一的居士寺院，有9位居士管理该寺并行使宗教权力。因为该寺归属四个村落，所以这9位居士分别来自四个村落，第5村是伦巴村（Lung Pa Grong Mstho），大约有90户、300余人，出2位居士；第6村是加麦村（Rgyal Smad Grong Mstho），大约有30户、200余人，出1位居士；第7村是加堆村（Rgyal Bstod Grong Pa.），有38户、260余人，出4位居士；第8村是玉西村（Yo Zhe Grong Mstho），有25户、将近200人，出2位居士。该寺9位居士中，有4位是老居士，年龄在57岁至60余岁之间，其余5位是年轻居士，大的34岁，最小的刚超过20岁。
21世纪初，拉日色布寺也按照政府宗教部门的政策成立寺管会，任命寺管会主任、副主任以及一名管家，这3人民主管理寺院事务。寺管会主任根登嘉措（Dge Vdtm Rgya Mstho），大约60岁，是加麦村的居士，副主任次仁（Sthe Ring），34岁，是玉西村的居士，管家仁青平措（Rin Chen Phtm Sthogs），57岁，是结多村的居士。3位居士都是留有法辫的居士。
藏族居士的传统是留长发，即神圣的法辫，这是经宗教仪式或授灌顶之后的发辫。21世纪初，许多藏族居士不再愿意留长发或者法辫，所以拉日色布寺的9位居士中，只有3人按照传统留着长发或者法辫，即上述3人，其他6人作俗人打扮。传统的居士装束特别是发辫在宗教界及信众眼中仍具有宗教威严。
藏族居士可结婚生育。拉日色布寺的居士除几位20岁出头的年轻居士外，大多已有妻子和孩子。结婚生育女也是延续居士传承的方法。每个居士家族一旦没有子嗣，该家族的居士传承便中断。
拉日色布寺的宗教收入主要来自村民的布施。例如2002年，该寺集体约有850元布施收入，其中举行“六字真言”（Ma Ni Sgrub Pa）仪轨获300元、一般性法事（Zhal Vdebs）获捐赠300元、为亡者做后事举行回向（Bsngo Brten）获250元。居士个人每年也会被请到村民家念经或做法事而获得报酬，家境较好的村民一般每年都请居士来家中念经或做法事一次，每次请3至5位居士，一天内便可结束，这户村民除了为居士们供应一天斋饭之外，还要向每位居士发10元报酬。村民如遇突发情况特别是家人去世，必须请居士到家中举行超度亡魂的宗教仪式，一般请5至6名居士，家境较差的村民所请的居士也不得少于4人，一天内完成佛事活动，当事人家向居士们供应斋饭，并向每位居士发10元报酬；同时要选派一位居士赴天葬台念“觉”（Gcod），该经文和佛经中的金刚能断经不同，家境好的家庭向这位居士送50元报酬，家境极差的可免费。居士在天葬台除诵经之外，并无其他任务，亡者的尸体由天葬师处理，拉日色布寺所属四个村落中有2位天葬师，天葬师在藏语中一般称作“多丹”（Stobs Ldan），其家世代传承，所以2位天葬师都在伦巴村。

## 建筑
拉日色布寺的主殿为大经堂，规模并不大。因为这是居士堂，居士堂一般不像正规寺院的经堂那么大。拉日色布寺的经堂主要用于9位居士集体举办宗教仪式或按照村民需求举办宗教活动。经堂内侧辟有独立的内屋当作“赞康”（Bstan Khang），供奉本尊或护法神等佛龛，供奉的主尊是莲花生光明世主（Gu Ru Snanggsa LSrid Gnod，莲花生的异名）、四臂观音、释迦牟尼；各类供品用糌粑、酥油等原料制作，其中主要是供奉本尊神的供品，其左侧有金刚橛及忿怒饮血58尊神的供品，右侧有生命怙主（Sthe Bdag）及寂静42尊神的供品，下侧有护法神（Srung Ma）的供品。供品佛龛的一侧有护法神的脸谱，脸谱呈恐怖狰狞状。拉日色布寺的这尊护法神是智杰纳布（Sbrul Rje Nag Po），原是该地区的地方神，后来被该寺迎请为护法神，现在他具备双重身份，既是地方神（神山），又是该寺的护法神。